# نینیتال
نِینیتال (به هندی: नैनीताल)  شهری مرتفع و توریستی در ایالت اوتاراکند هند است. نینیتال مرکز ناحیهٔ نینیتال است و در کوه‌پایه کومائون در هیمالیا واقع شده است. ارتفاع نینیتال از سطح دریا ۲۰۸۴ متر است. 
شهر در دره‌ای واقع شده که توسط کوه‌هایی احاطه گردیده است. بلندترین این کوه‌ها نینا با بلندی ۲٬۶۱۵ متر در شمال، دئوپاتا با بلندی ۲٬۴۳۸ متر در غرب و آیارپاتا با بلندی ۲٬۲۷۸ متر در جنوب هستند.

## جغرافیا و آب و هوا

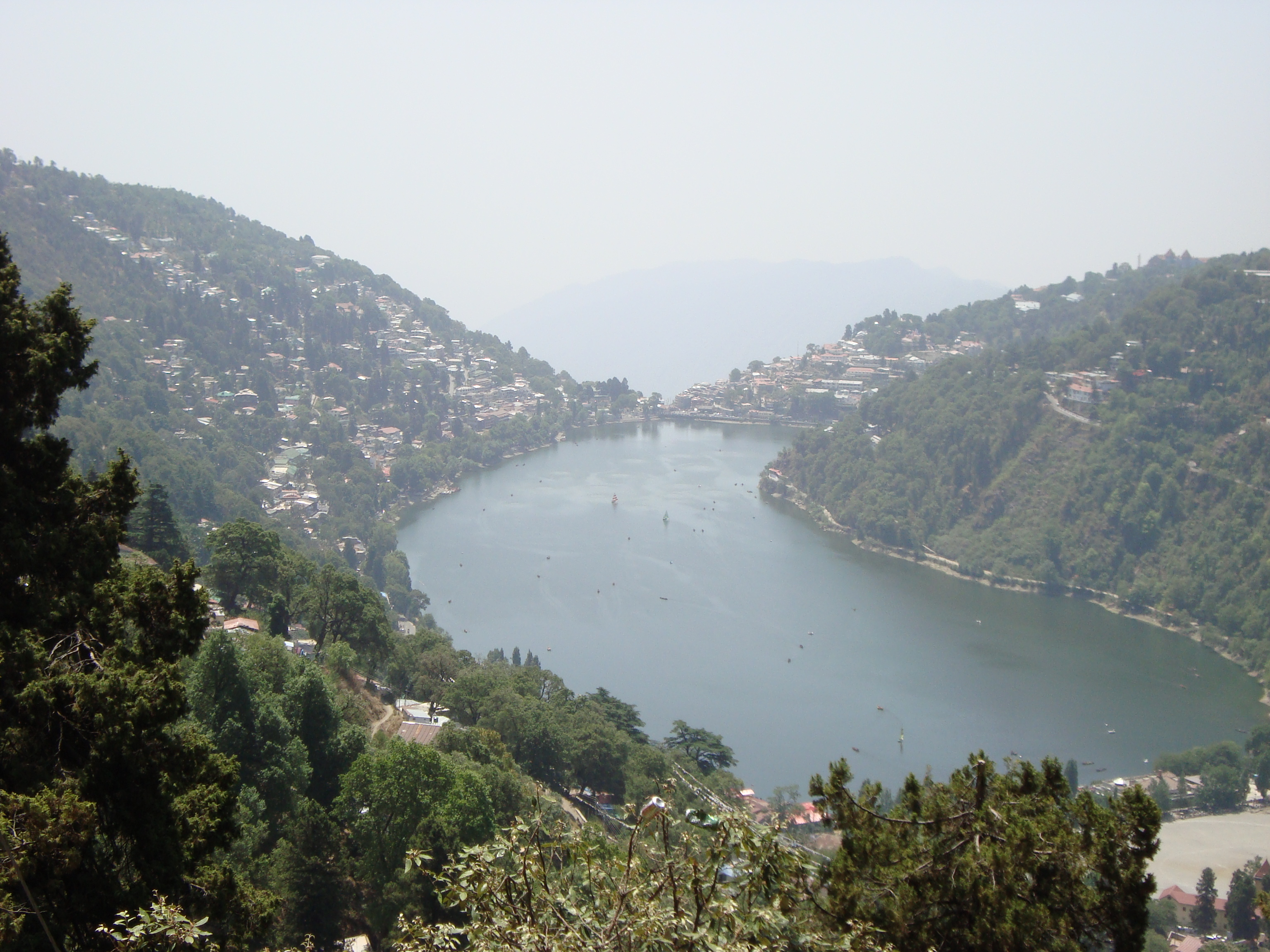
دریاچهٔ نینی در میان دره

نینیتال دارای تابستان‌های معتدل با بیشینه دمای ۲۷ C° و کمینه دمای ۷ C°. در این زمان جمعیت شهر تا بیش از پنج برابر افزایش می‌یابد و توریست‌ها از شمال هند به آن هجوم می‌آورند. بارش برف در نینیتال در زمستان، میان دسامبر و فوریه به وقوع می‌پیوندد. در این زمان دمای هوا میان ۱۵ C° و ۳- C° متغیر است.
بر اساس سامانه طبقه‌بندی اقلیمی کوپن، آب و هوای نینیتال اقیانوسی است.

## جمعیت‌شناسی
براساس سرشماری سال ۲۰۰۱ میلادی در هند، جمعیت نینیتال ۳۸٬۵۵۹ نفر بوده است. مردها ۵۴٪ و زنان ۴۶٪ جمعیت را تشکیل می‌دهند. میانگین سطح سواد در نینیتال ۹۱٪ است که از میانگین سطح سواد ملی که ۵۹٫۵٪ می‌باشد، بالاتر است. سطح سواد در میان مردان ۹۸٪ و در میان زنان ۹۶٪ است. ۶٪ از جمعیت شهر نیز زیر شش سال می‌باشد.

## تاریخچه

### سنگ بنا
پس از جنگ بریتانیا و ناپل، ناپل (۱۸۱۴ تا ۱۸۱۶)، کوه‌های کومائون زیر سلطهٔ بریتانیا درآمد. سنگ بنای نینیتال که در آغاز یک ایستگاه کوهستانی بود، در ۱۸۴۱ توسط پی. بارون که تاجر شکر از شاه‌جهان‌پور بود گذارده شد. در ۱۸۴۶ زمانیکه کاپیتانی از توپخانه بنگال از نینیتال بازدید می‌کرد، از ساخته‌شدن سریع خانه‌ها گزارش داد.

### زمین‌لغزش ۱۸۸۰
در ۱۸ سپتامبر ۱۸۸۰ یک زمین‌لغزش در شمال شهر موجب مدفون شدن ۱۵۱ نفر شد. پیش از آن دو زمین‌لغزش دیگر در ۱۸۶۶ و ۱۸۷۹ به وقوع پیوسته بود.
از گمشدگان و کشته‌شدگان این حادثه ۱۰۸ نفر هندی و ۴۳ نفر بریتانیایی بودند.

### مدرسه‌ها

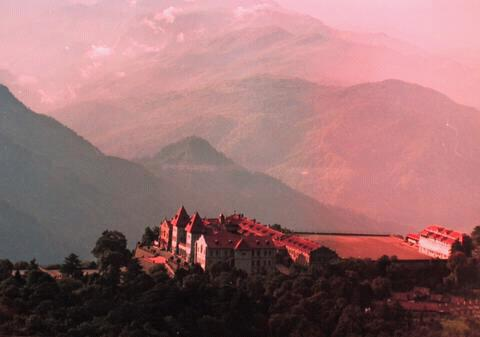
کالج سینت جوزف

در نیمهٔ دوم سدهٔ ۱۹ میلادی تعدادی مدرسهٔ دخترانه و پسرانه در نینیتال گشوده شد. در دوره ویکتوریا و دورهٔ ادواردیادواردی، دانش‌آموزان این مدارس فرزندان سربازان یا مقام‌های بریتانیایی بودند. دبیرستان مذهبی دخترانه که امروزه با نام قدیسان شناخته می‌شود در سال ۱۸۶۹ گشوده شد. تا سال ۱۹۰۶ بیش از نیم‌دوجین از این مدرسه‌ها وجود داشته است.

## نگارخانه

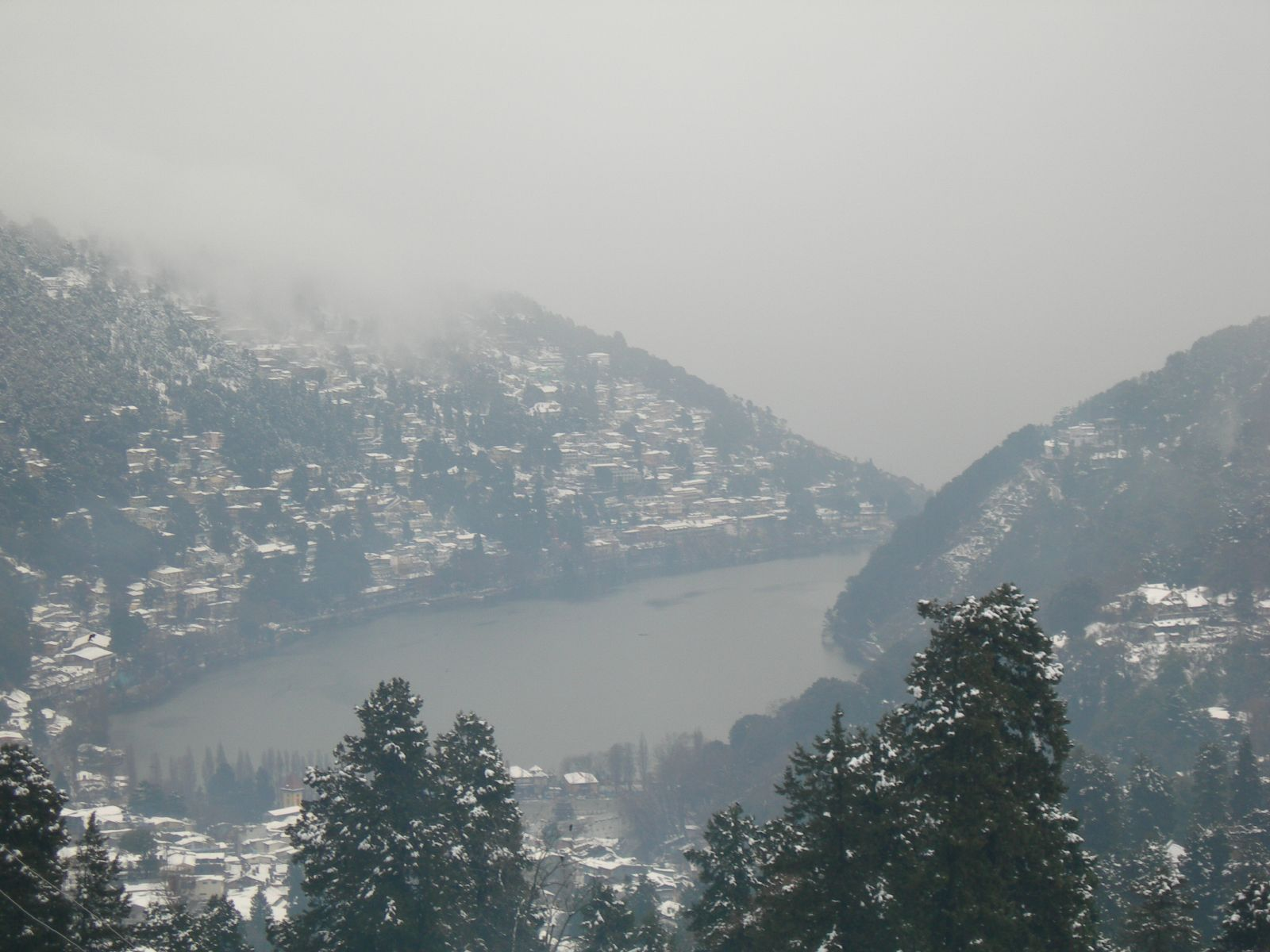
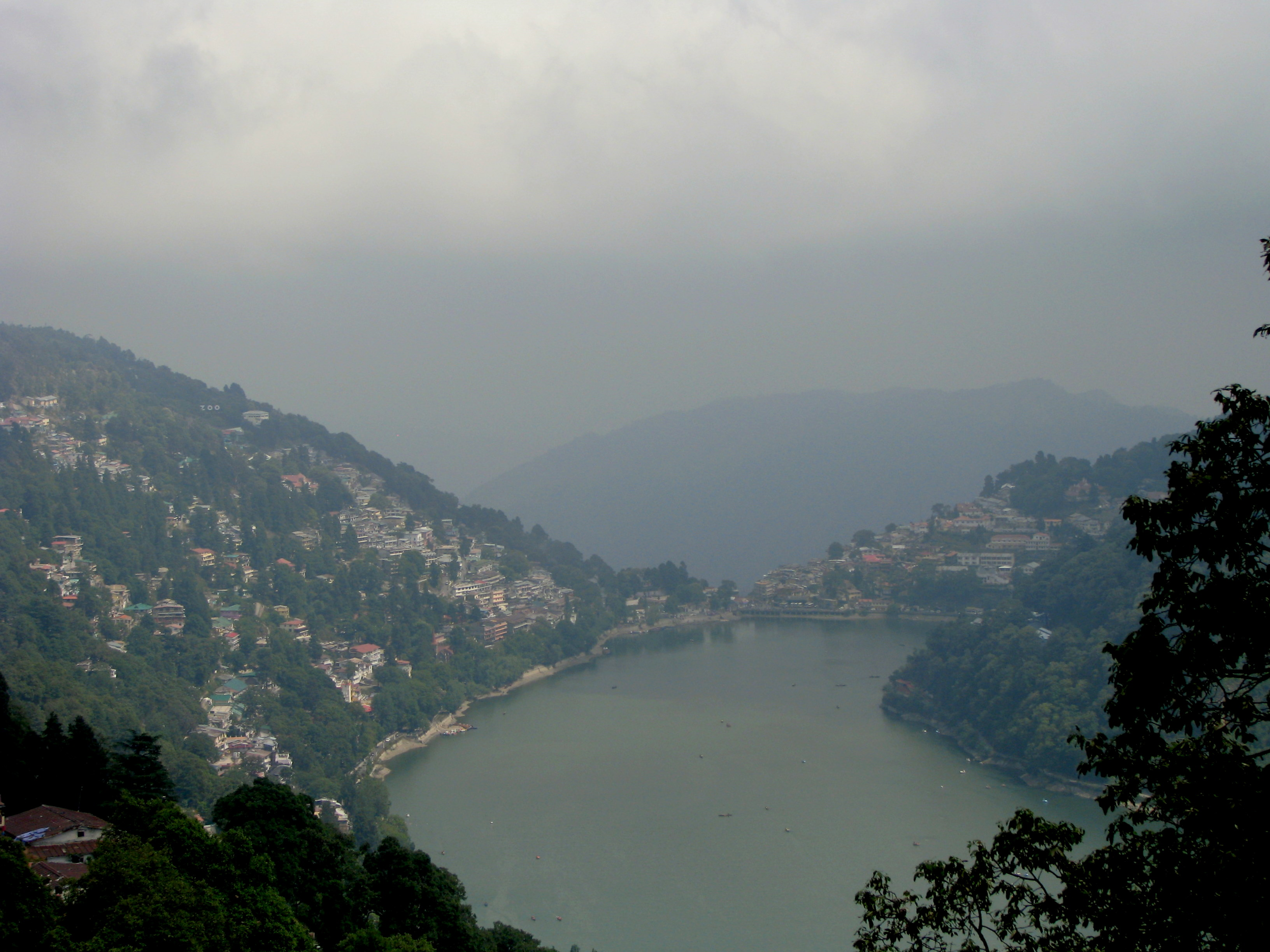
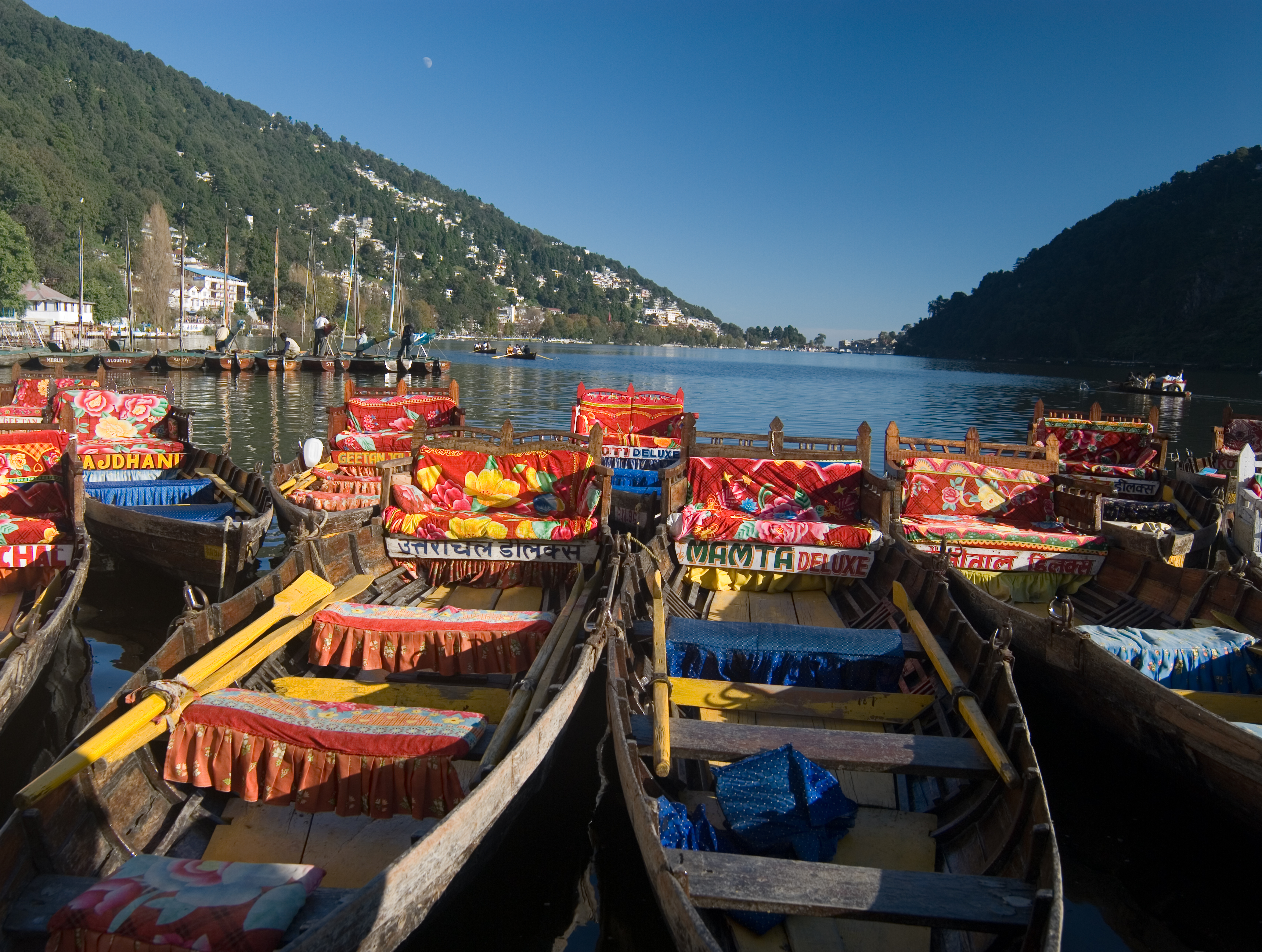
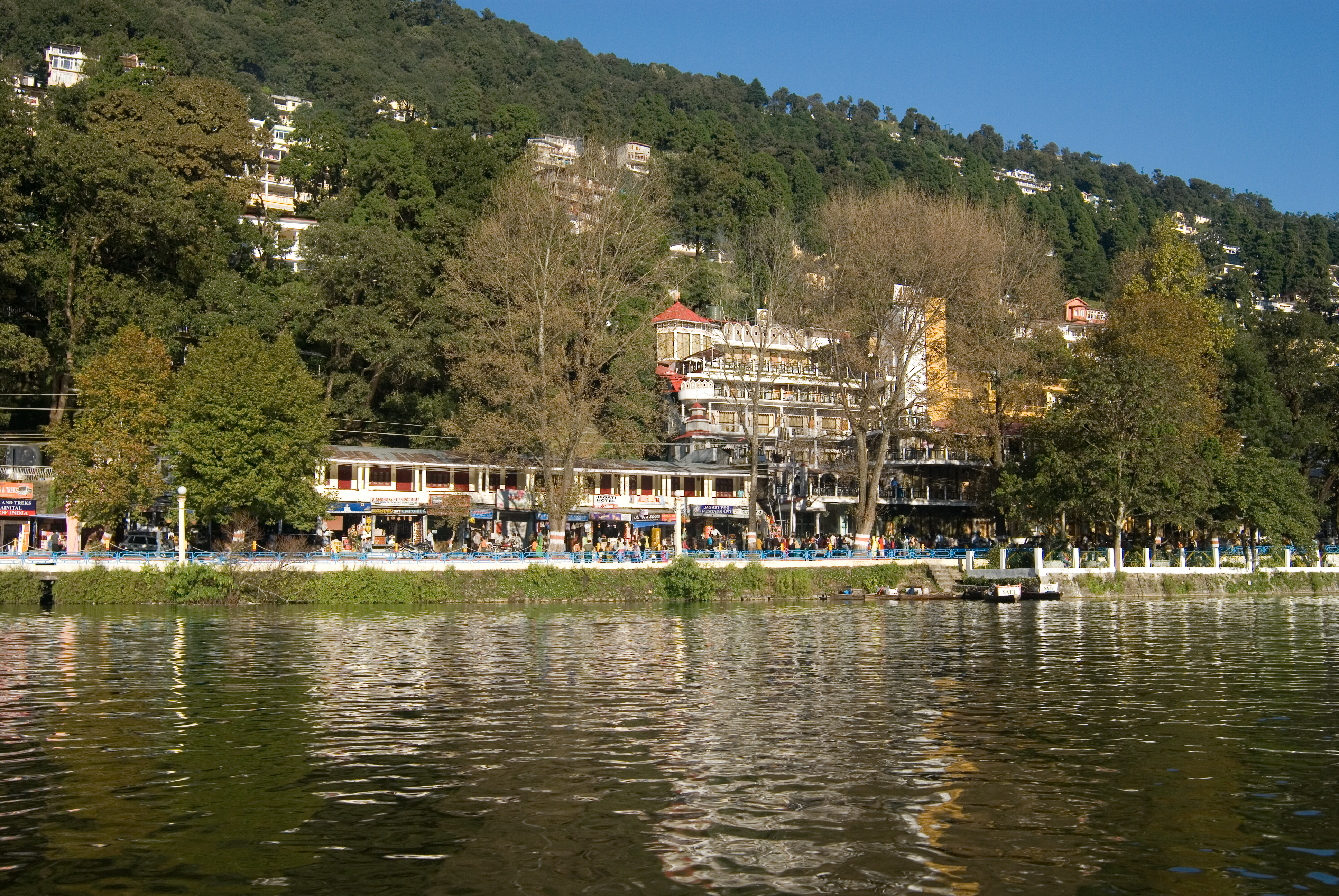
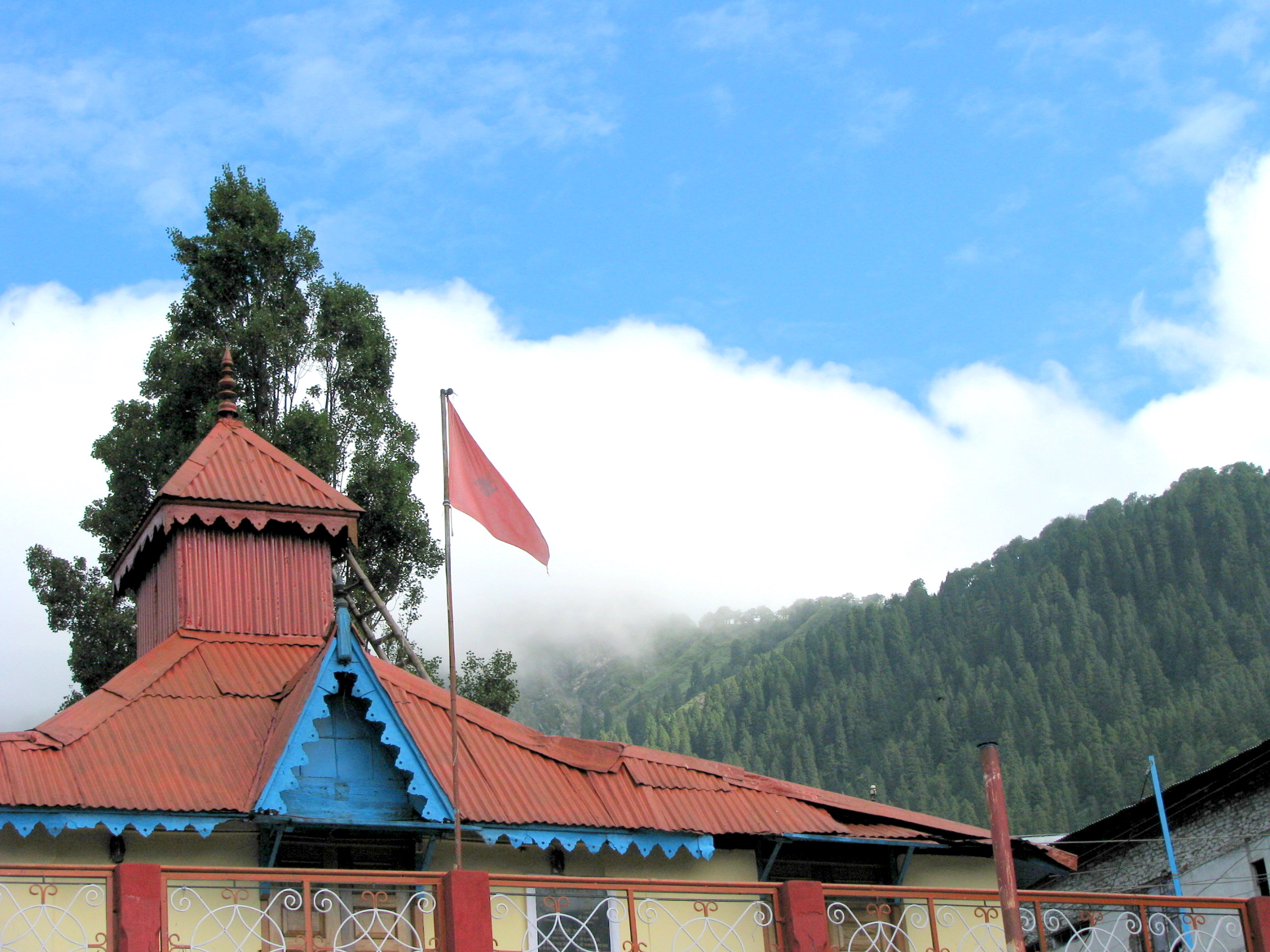
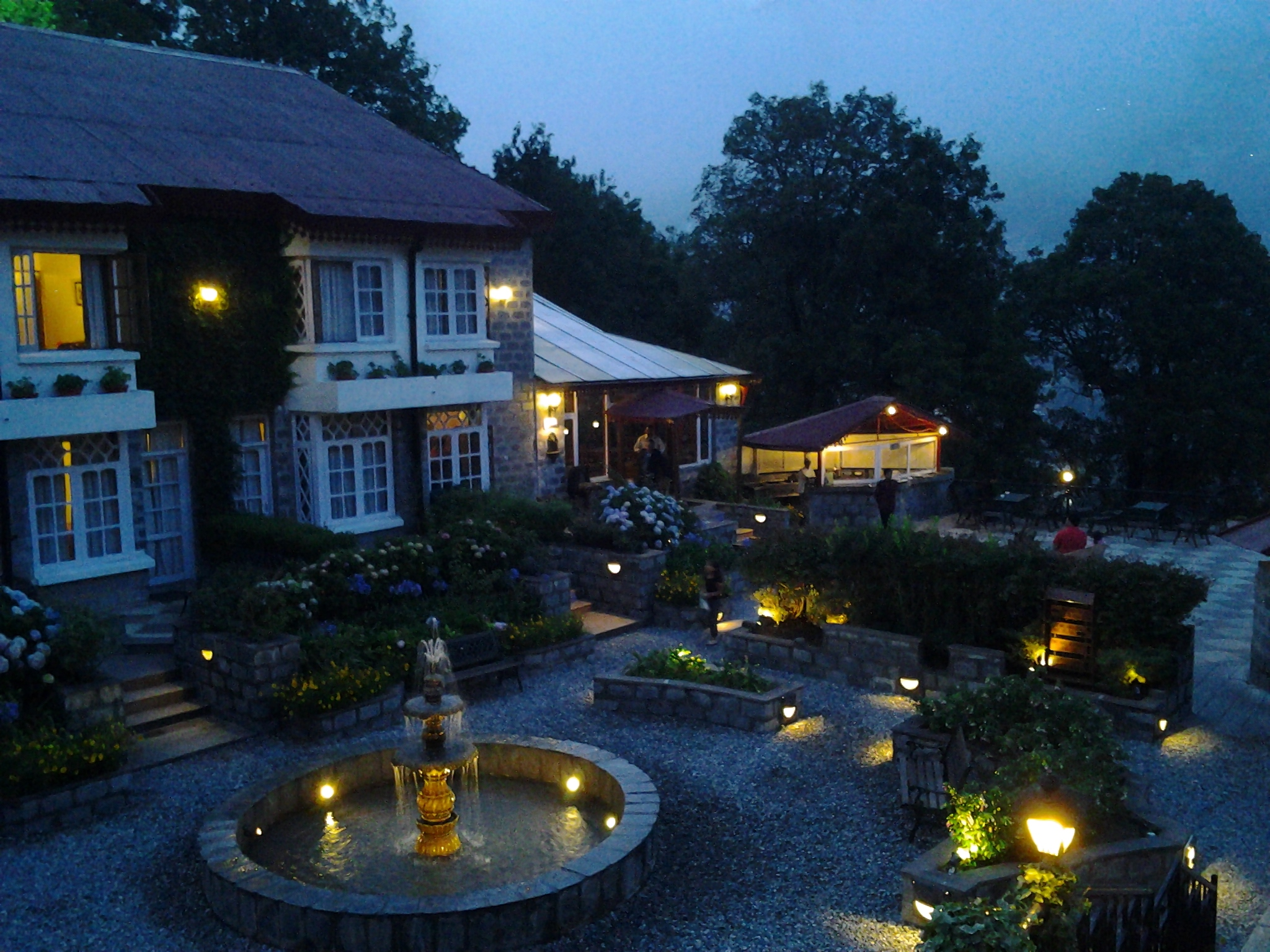
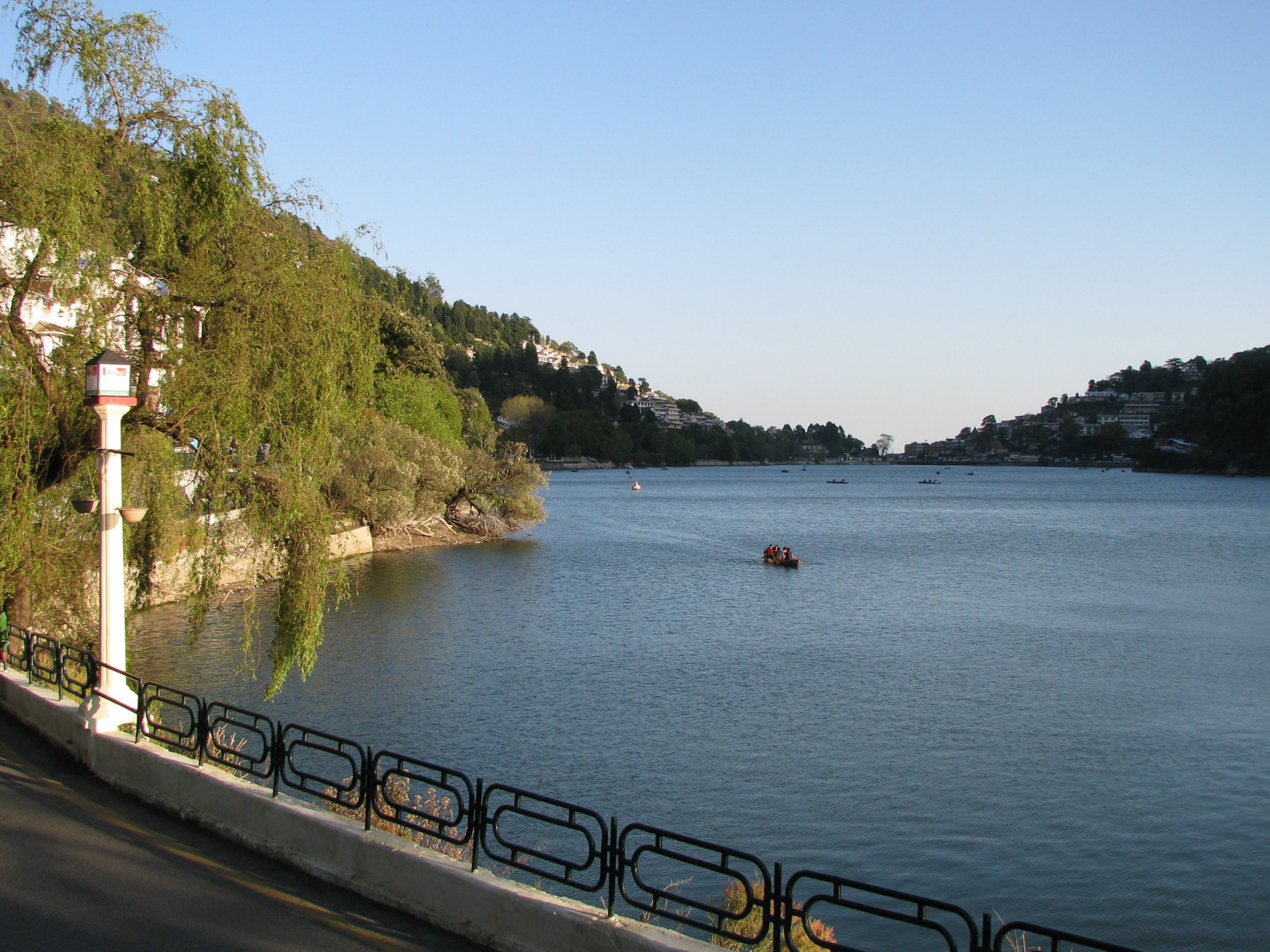
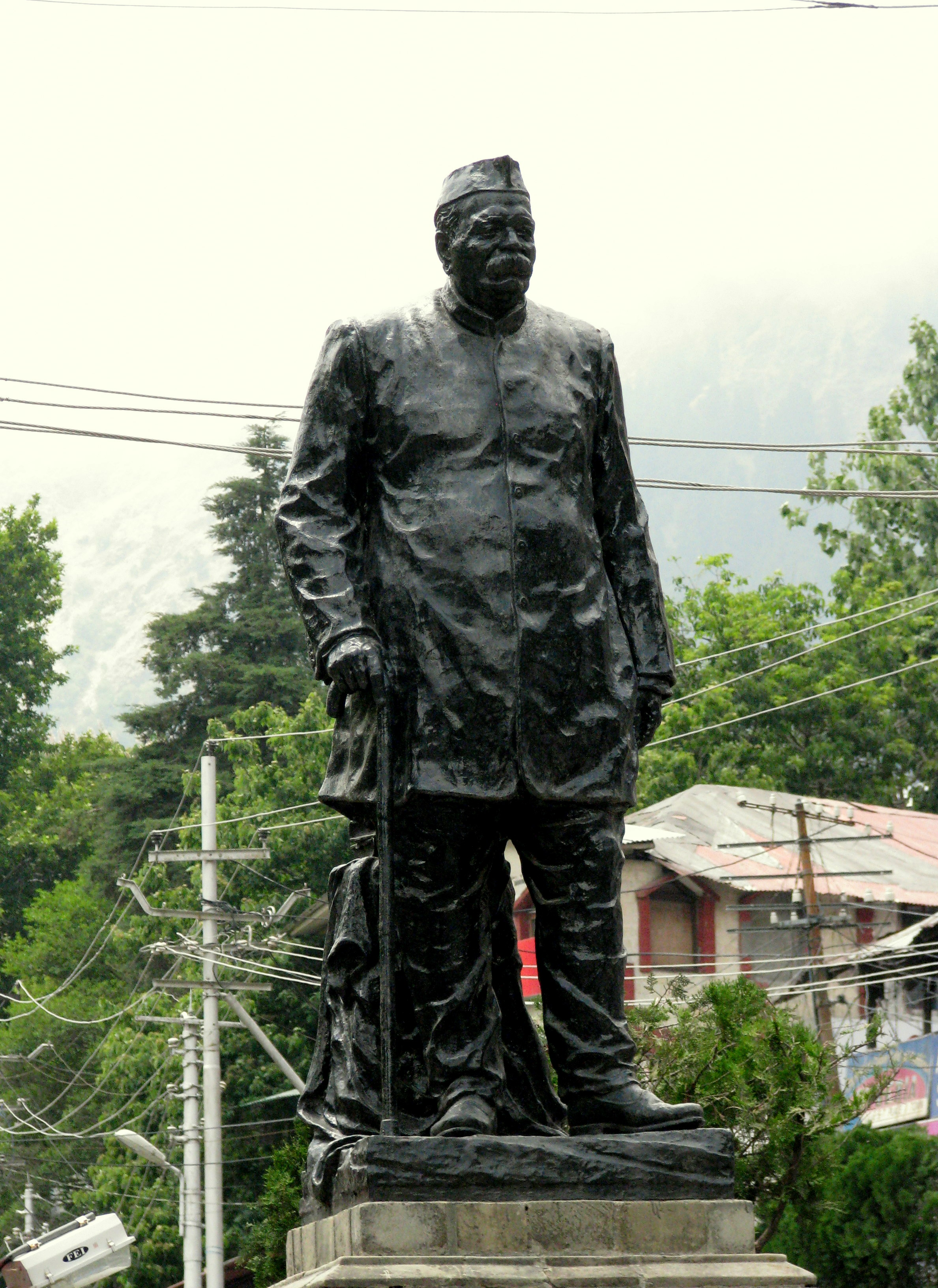
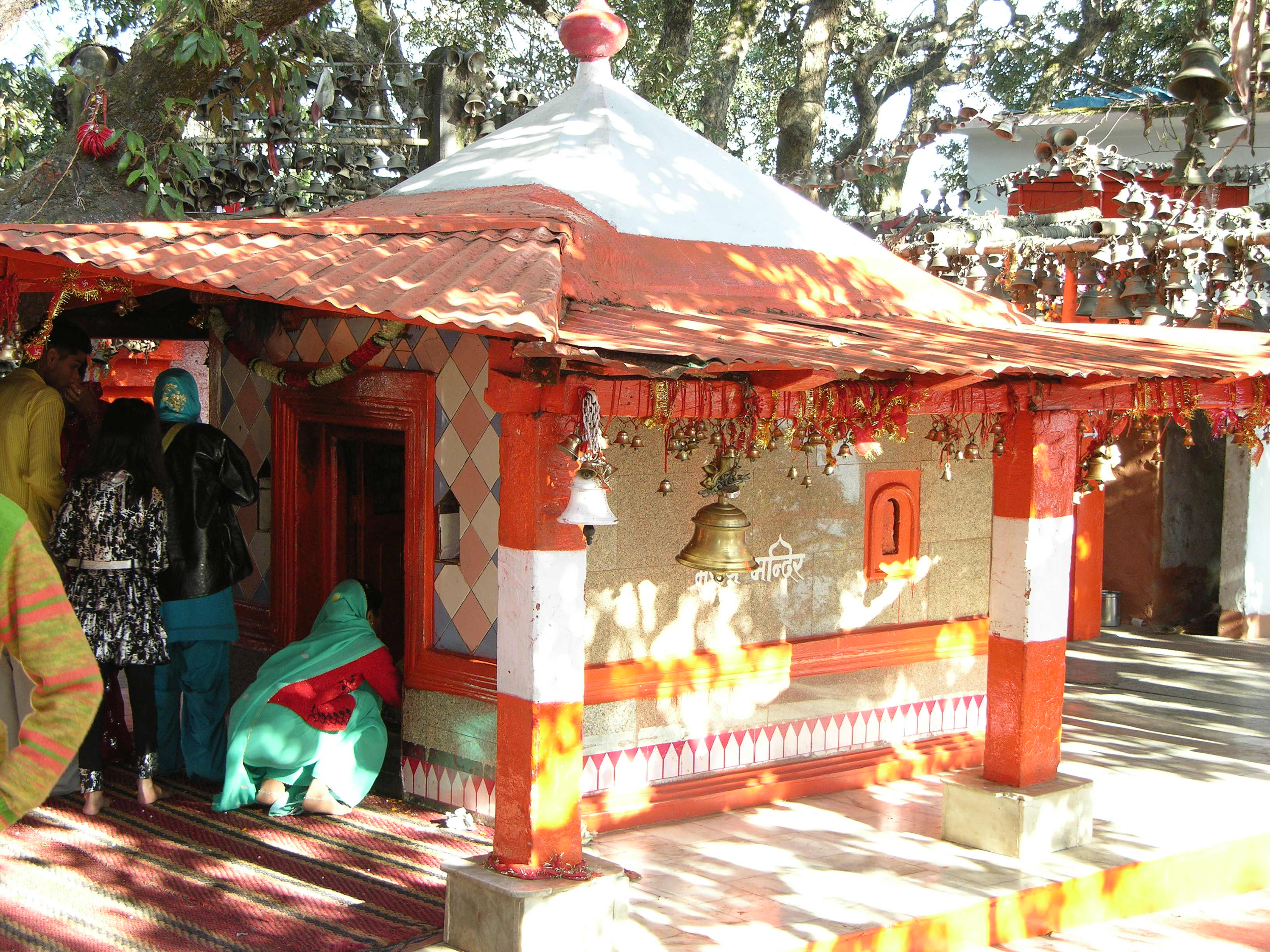
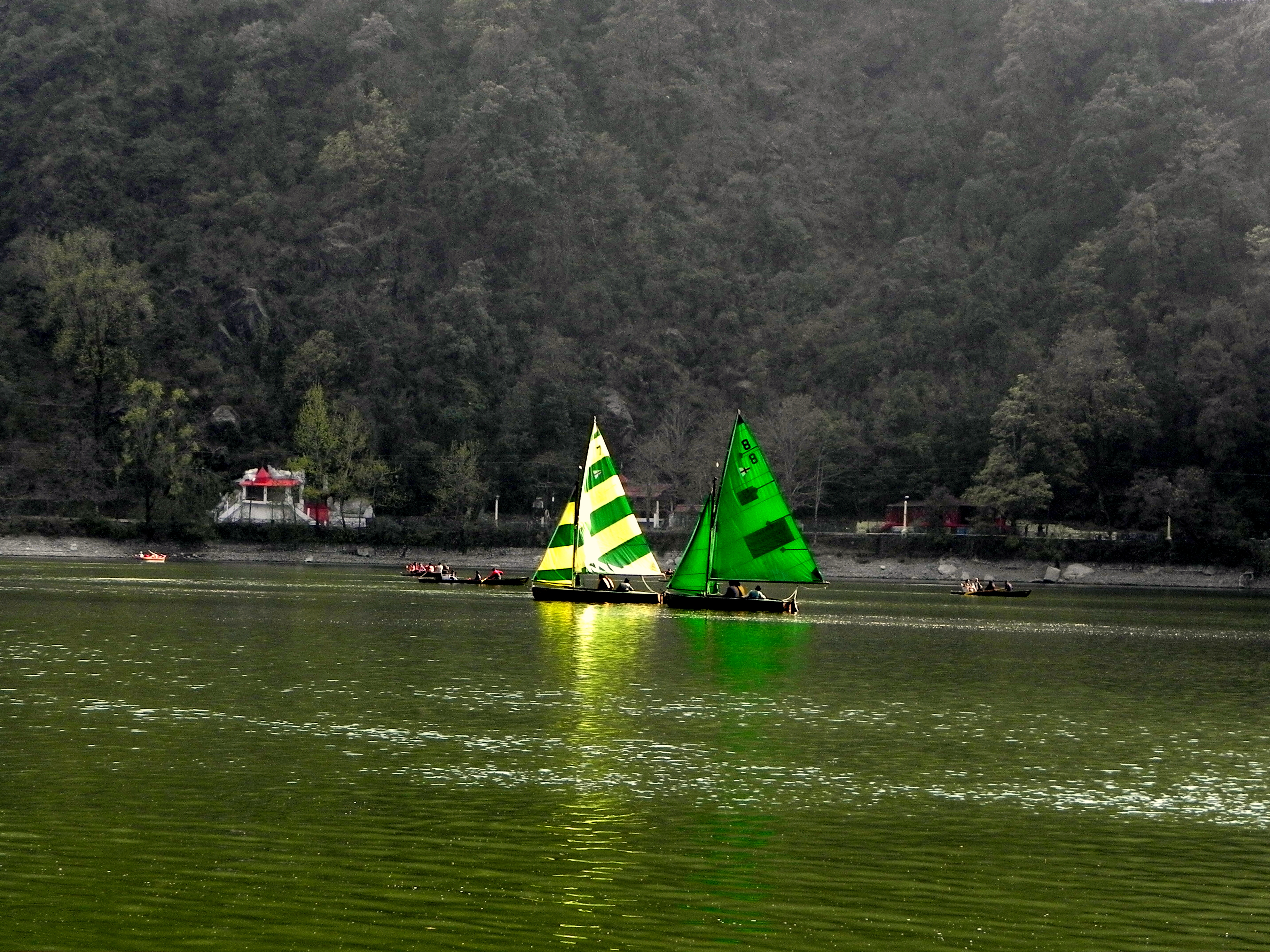
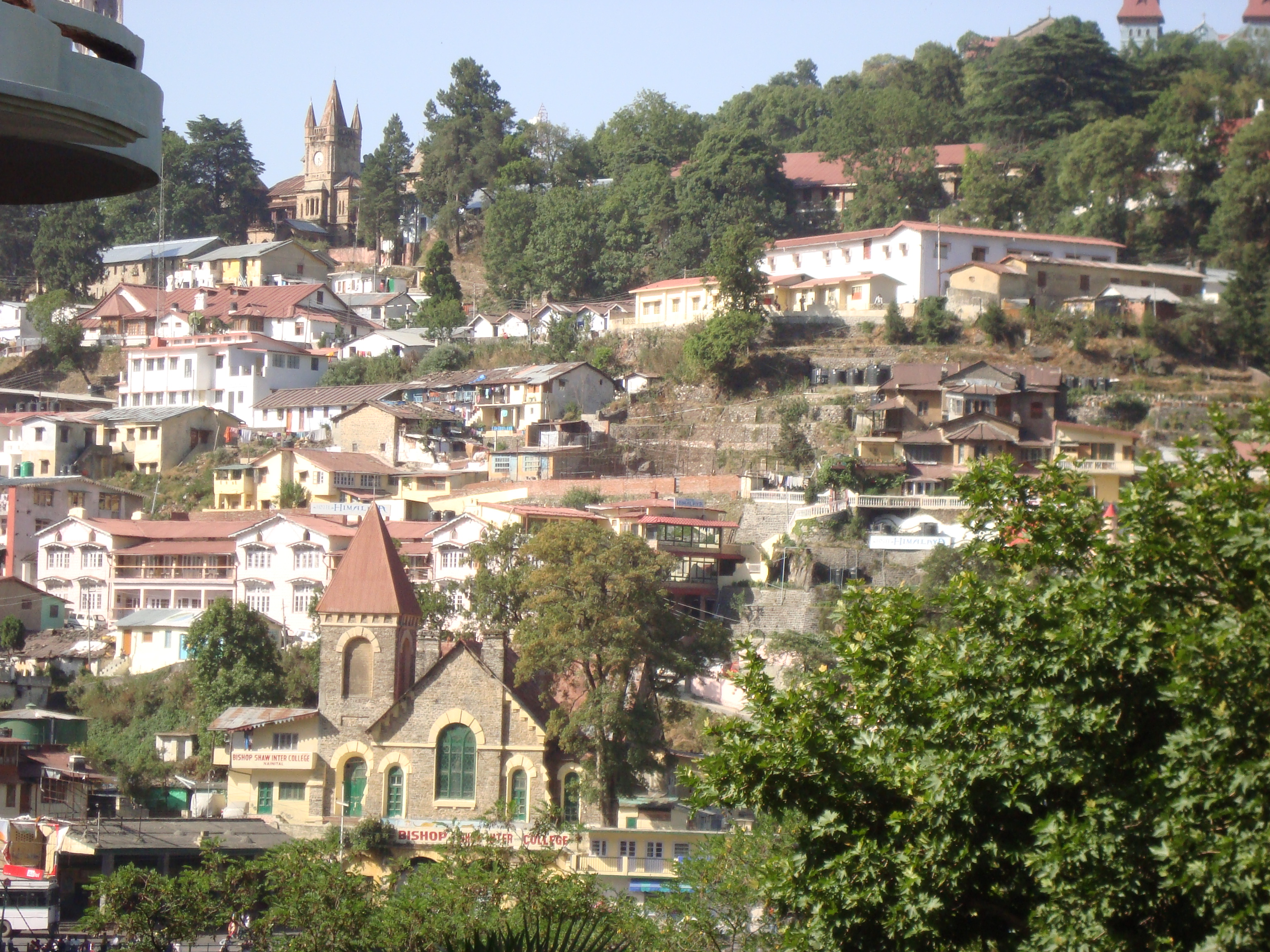
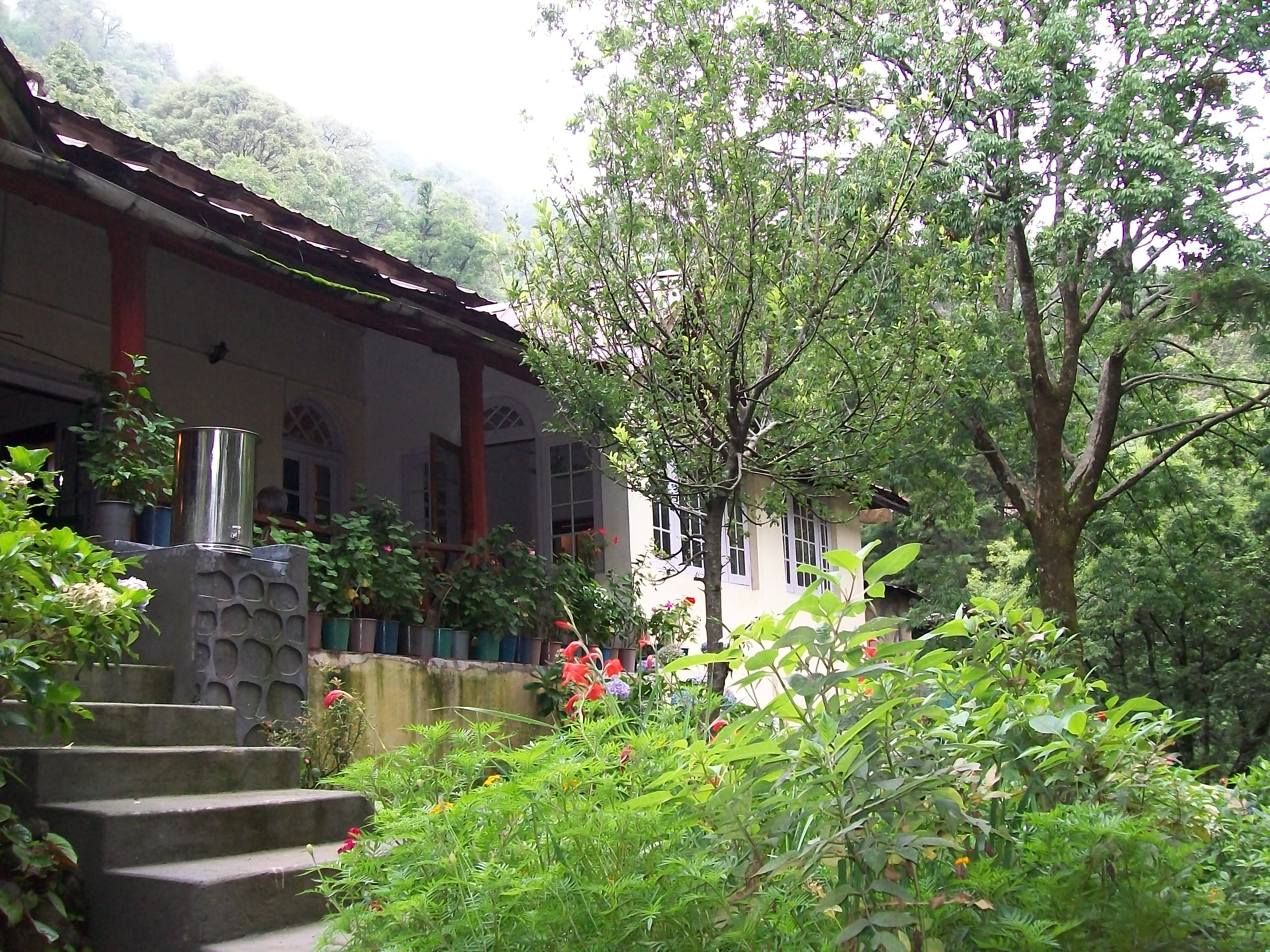